# Ruisseau d'Aujole
Le ruisseau d'Aujole est un ruisseau français qui coule en région Occitanie, dans le département de l'Ariège. C'est un affluent direct de l'Arize en rive droite et un sous-affluent de la Garonne.

## Géographie
Selon le Sandre, le ruisseau d'Aujole prend naissance à moins de 530 mètres d'altitude, en Ariège, sur les pentes nord du massif de l'Arize, sur la commune de Saint-Martin-de-Caralp, à 200 mètres du château de Soulé situé sur la commune limitrophe de Baulou. 
Il passe au sud du village de Cadarcet puis au nord de La Bastide-de-Sérou.
Il conflue en rive droite de l'Arize, à moins de 380 mètres d'altitude, sur la commune de La Bastide-de-Sérou à quelques centaines de mètres des ruines de la Tour du Loup.
La longueur du ruisseau d'Aujole est de 11,5 kilomètres.

### Affluents
Le ruisseau d'Aujole compte neuf affluents répertoriés par le Sandre, le plus long avec 3,5 kilomètres étant le ruisseau des Eychartous en rive gauche.

### Départements et communes traversés
À l'intérieur du département de l'Ariège, le ruisseau d'Aujole arrose quatre communes,. 
- Saint-Martin-de-Caralp (source)
- Cadarcet
- Montels
- La Bastide-de-Sérou (confluence)

## Sites et monuments
- Ruines de la Tour du Loup à La Bastide-de-Sérou[4]